# Spedalità romane
Per spedalità romane per gli ultimi decenni dell'Ottocento e per tutta la prima metà del Novecento si intende quell'istituto di diritto amministrativo che permetteva la ripartizione tra tutti i comuni italiani delle spese per i ricoveri ospedalieri sostenuto dagli istituti romani.

## Quadro storico
Il regno d'Italia dopo l'unificazione e la Presa di Roma, si trovò ad affrontare un problema di enorme portata.  Lo stato liberale aveva posto a carico dei comuni l'onere per la cura degli indigenti. 
Nello stesso tempo le leggi eversive avevano incamerato al demanio, per essere poi in genere malamente venduto, un'enorme quantità di beni ecclesiastici che prima - anche tramite la distribuzione ai poveri, malati compresi, dell'enorme afflusso di elemosine da tutta la cristianità - faceva fronte (sia pure in modo inadeguato) anche alle esigenze dei più umili. Sia pure non sempre rispettato, c'era il principio della Quarta pauperum: un quarto dei redditi del patrimonio ecclesiastico era destinato ai poveri.
Un sia pure precario equilibrio tra risorse ed esigenze era stato possibile in quasi tutta Italia, ma la situazione era insostenibile a Roma.
Per antica tradizione in una città capitale di tutto il mondo cattolico, dove confluivano le offerte da tante parti d'Europa, vi era una massa di diseredati che viveva solo di sussidi. Oltre a questa situazione, ormai radicata c'era la circostanza che in una vastissima area dell'Italia centrale e della confinante zona meridionale, non esistevano praticamente strutture sanitarie moderne ed era necessario curarsi negli ospedali romani.
Per la città di Roma c'era la concreta impossibilità di far fronte a tali oneri. Il legislatore risolse la questione creando un complesso sistema di ripartire tali oneri a carico dei comuni di origine dei cittadini poveri curati negli ospedali romani: lo Stato si faceva carico dell'anticipazione degli importi per poi rivalersi sui comuni su cui gravava il domicilio di soccorso.
Il complesso meccanismo, però portò ben presto ad un grande arretrato di riscossione dello Stato dai comuni 

## La fine dell'istituto
La nuova sensibilità sociale aveva trasferito dapprima agli istituti mutualistici come l'Inam e poi alle Regioni, nell'ambito del Servizio Sanitario Nazionale da poco istituite il peso degli oneri ospedalieri. Ancora nel 1960 l'onere delle spedalità romane venivano considerati insopportabili per i comuni medio-piccoli  Era venuto pertanto meno il motivo di esistere dell'istituto delle spedalità romane. Nondimeno la farraginosità delle regole aveva portato ad un enorme contenzioso, risolto autoritativamente dal legislatore con una legge del 1984  che aveva abolito le rispettive ragioni di credito-debito tra comuni e Stato.
Ancora nel 2003 una circolare del Ministero delle Finanze interveniva per chiarire che dovevano essere ritenuti definitivamente cancellate tutte le residue partite creditorie nei confronti dei comuni 

## L'importanza storiografica
L'enorme massa di documenti disponibili negli archivi di Stato  e in quelli comunali, hanno attirato l'attenzione degli studiosi dei fenomeni storici, in quanto l'analisi dei dati, permette la ricostruzione delle migrazioni interne per la città di Roma.

## Controversie
Nel dicembre 2008 il "Sole 24 Ore" denunciò un prezzo troppo basso delle numerose vendite del patrimonio immobiliare ospedaliero di proprietà delle ASL, con cui storicamente gli ospedali si finanziavano, come ad esempio l'ospedale San Giacomo, avvenute tra il 2004 e il 2007 (926 immobili in prevalenza siti nel centro storico e anche di pregio, più del 60% dei quali vincolati dalle Belle Arti) valorizzate alla media di 1.600 Euro al metro quadrato.